# آرجون پاندیت (فیلم ۱۹۷۶)
آرجون پاندیت (به انگلیسی: Arjun Pandit) فیلمی هندی محصول سال ۱۹۷۶ و به کارگردانی هریشیکش موکرجی است. در این فیلم بازیگرانی همچون سانجیو کومار، آشوک کومار، وینود مهرا، سریویدیا، بیندو، ساچین و دون ورما ایفای نقش کرده‌اند.